# قتل بی‌گناه (فیلم)
قتل بی‌گناه (به انگلیسی: Murdered Innocence) یک فیلم جنایی و درام آمریکایی محصول سال ۱۹۹۵ به کارگردانی و نویسندگی مشترک فرانک کوراکی که اولین کارگردانی خود را با این فیلم آغاز کرد.

## خلاصه داستان
هنگامی که یک محکوم قتل اخیراً آزاد شده به دنبال انتقام است، یک کارآگاه پلیس لانگ آیلند باید با شیاطین گذشته روبرو شود.